# 余社長
余社長，PMSM，CPM（1951年5月10日—），前香港警務人員，是香港警務處商業罪案調查科第二代偽鈔專家。

## 背景
余社長早年在九龍樂富徙置區長大，1966年畢業於慕光小學樂富分校上午校，繼而入讀瑪利諾中學（同屆同學有演員顧美華）。他於1971年中五畢業，並於同年考畢香港中學會考後到一間鞋廠任職工人3年。於1974年加入皇家香港警務處之前曾經到一所電子廠面試，又到中華電力公司應徵。由於1974年香港經濟情況表現不景氣，以致裁員情況時有發生。余社長眼見鞋廠裡部分教育程度低兼年紀大的員工被解僱，於是自動辭職且投身警界，由警員做起。
後來他於1987年以總督察身份調往商業罪案調查科，1989年至1990年分別被派到美國華盛頓及英國接受專家訓練，包括參加美國特勤局舉辦的偽鈔偵查講座、到美國鑄印局及私人公司研究印刷鈔票和保密文件的過程、於特勤局下設之法證科了解如何製造和偵破假鈔以及赴德拉魯公司研究分析部學習印刷鈔票的步驟與如何從中分辨真偽。回港後，他開始接手打擊偽鈔案件工作，期間於1997年商業罪案調查科成立專家及支援組前一直為相關人員提供意見，1997年以後仍領導偽鈔、偽造文件及支援組不時舉辦研討會，又阻止假鈔於市面上流通。
余社長是香港警務處第二代偽鈔專家（首批偽鈔鑑別專家計有政府飛行服務隊總監畢耀明），曾經在1989年撰寫專家鑑定報告，從而協助美國特勤局搗破超級美鈔案。本來只計劃服務商業罪案調查科2年的他，因為在破獲超級美鈔案時獲得成功感 ─ 向無法分辨真偽鈔票的銀行業人士展示辨別技術，結果決定不再調到其他部門任職，至退休為止。為表彰其在鑑證偽鈔方面之貢獻，他在1996年英女皇壽辰授勳中獲頒殖民地警察獎章（CPM）。2004年10月獲公務員事務局頒發優秀公務員嘉許狀，2006年基於卓越表現而獲香港特別行政區政府頒授香港警察榮譽獎章。
及至2008年5月，余社長退休。